# Непроханий гість
«Непроханий гість» (англ. Intruder) — американський фільм жахів 1989 року режисера Скотта Шпігеля.

## Сюжет
Дія відбувається у великому універсамі. Всім співробітникам оголосили, що супермаркет продається і вони залишаються без роботи. Крейг, колишній друг касирки Дженніфер, відсидівши рік у в'язниці, повертається до неї перед закінченням робочого дня, щоб з'ясувати з нею свої стосунки. Вони сваряться, і співробітник викидає хлопця на вулицю. Супермаркет зачиняється, а продавці і комірники залишаються на інвентаризацію. Незабаром їх починає хтось вбивати.

## У ролях
| Актор                | Роль                   |
| -------------------- | ---------------------- |
| Елізабет Кокс        | Дженніфер Росс         |
| Рені Естевез         | Лінда                  |
| Ден Гікс             | Білл Робертс           |
| Девід Бернс          | Крейг Ретерсон         |
| Сем Реймі            | Ренді                  |
| Юджин Роберт Глейзер | Денні                  |
| Біллі Марті          | Дейв                   |
| Берр Стірс           | Буб                    |
| Крейг Старк          | Тім                    |
| Тед Реймі            | Джо                    |
| Елві Мур             | офіцер Далтон          |
| Том Лестер           | офіцер Метьюз          |
| Еміль Сітка          | містер Абернаті        |
| Брюс Кемпбелл        | офіцер Говард          |
| Лоуренс Бендер       | офіцер Адамс           |
| Скотт Шпігель        | Bread Man              |
| Дуглас Гесслер       | городянин у дверях     |
| Грегорі Нікотеро     | городянин в автомобілі |
| Майк Йонеску         | клієнт 1               |
| Джім Генсон          | клієнт 2               |
| Джім Рейкел          | клієнт 3               |
| Паула Мейджор        | клієнт 4               |
| Лаура Шварц          | клієнт 5               |
| Марк Сатікой         | клієнт 6               |
| Стів Патіно          | клієнт 7               |
| Мара Мессі           | Love Bird 1            |
| Крістофер Зальцгебер | Love Bird 2            |